# Bombelles
Bombelles je plemićka obitelj podrijetlom iz Francuske, iz Orléansa. Prema nekim izvorima potječu iz Portugala. Dio obitelji djelovao je u Hrvatskoj od 18. stoljeća. Imanja su im se nalazila u Varaždinskoj županiji.
U 19. stoljeću pokazali su se kao protivnici dualizma. Protivili su se mađarskim vladajućim krugovima u Hrvatskoj. Iskazali su se kao austrijski orijentirani.
Istaknuli su se na gospodarskom polju.
Budući da su svoje agrarne proizvode izvozili, 1919. su sagradili uskotračnu prugu u dužini od 17,5 (ili 20,3) km od Vinice do Varaždina, zvanu Bombellesova pruga. Nakon agrarne reforme 1923. pruga je ponuđena Ministarstvu željeznice na otkup, a konačno je otkupljena 1930. za 4.750.000 dinara. Ministarstvo je planiralo prugu prenamijeniti za javni promet, za što je bilo predviđeno ulaganje od 5.716.000 dinara. Nakon pregleda pruge 1937., utvrđeno je da je potrebno zamijeniti 50% pragova, te je godinu poslije pruga demontirana.

## Poznati pripadnici
Poznati članovi su:
- Marko Bombelles
- Marko Bombelles ml.
- Joseph Bombelles
- Charles-Albert Bombelles (Karl Albert von Bombelles) (1832. – 1889.), austrijski admiral, glazbenik i pisac
- Josip Bombelles

Izvan Hrvatske poznati su:
- Henri François de Bombelles (1681. – 1760.), francuski diplomat
- Marc-Marie de Bombelles (1744. – 1822.), sin Henrija Françoisa, francuski diplomat, general, otac Ludwiga Philippa i Heinricha Franza; poslije supruzine smrti, povukao se u samostan, postao biskup Głogóweka i poslije biskup Amiensa
- Charles-René de Bombelles (1758. – 1856.), francuska vojna osoba, ministar na dvoru u Parmi
- Ludwig Philipp von Bombelles (1780. – 1843.), austrijski diplomat
- Heinrich Franz von Bombelles (1789. – 1850.), austrijski diplomat
- Johanna Henriette de Bombelles (1751. – 1822.)

## Posjedi
Poznati posjedi u Hrvatskoj:
- arboretum Opeka
- dvorac Opeka
- palača Bombelles u Zagrebu, u Opatičkoj 4

U sklopu vlastelinstva Zelendvor nalazi se grobna kapela obitelji Bombelles. Kapela i gospodarska jednokatnica jedino su što je očuvano od nekadašnjeg baroknog kompleksa koji je izgorio nakon Drugog svjetskog rata. Izgrađena je kao jednobrodna građevina zaobljenog svetišta u 18. stoljeću, a obnovljena u duhu historicizma u 19. stoljeću. U njoj i oko nje su grobovi nekadašnjih vlasnika. Nalazi se na popisu kulturnih dobara Republike Hrvatske.

## Vanjske poveznice
- Željka Lazar: Zbirka knjiga obitelji Bombelles (Muzeologija br. 48./49., 2011./2012, str. 149. – 160.)